# قسم بناجوي الشمالي الريفي (مقاطعة بناب)
قسم بناجوي الشمالي الريفي (بالفارسية: دهستان بناجوی شمالی) هي منطقة سكنية تقع في إيران في قسم. يقدر عدد سكانها بـ 12,086 نسمة .